# Malayodracon
Malayodracon — рід ящірок родини Agamidae. Рід монотипний, містить єдиний вид Malayodracon robinsonii, який зустрічається в Західній Малайзії. Переважним середовищем проживання M. robinsonii є ліс на висоті 600–1600 метрів.